# 74 ق هـ
74 ق هـ هي السنة الرابعة والسبعون السابقة للهجرة النبوية، وهي توافق ما بين سنتي 549 و550 حسب التقويم الميلادي، أي أنها بدأت في سنة 549م وانتهت في سنة 550م.